# Åse
Åse är en bebyggelse i Alsens distrikt (Alsens socken) i Krokoms kommun, Jämtlands län. Den räknades som småort från 1990 till 2000 samt mellan 2010 och 2020.